# في وصف حالتنا
في وصف حالتنا، أحد الكتب النثرية من مؤلفات الشاعر العربي الفلسطيني محمود درويش، صدرت في عام 1987، عن دار الكلمة للنشر في بيروت، لبنان.